# ゴビ砂漠

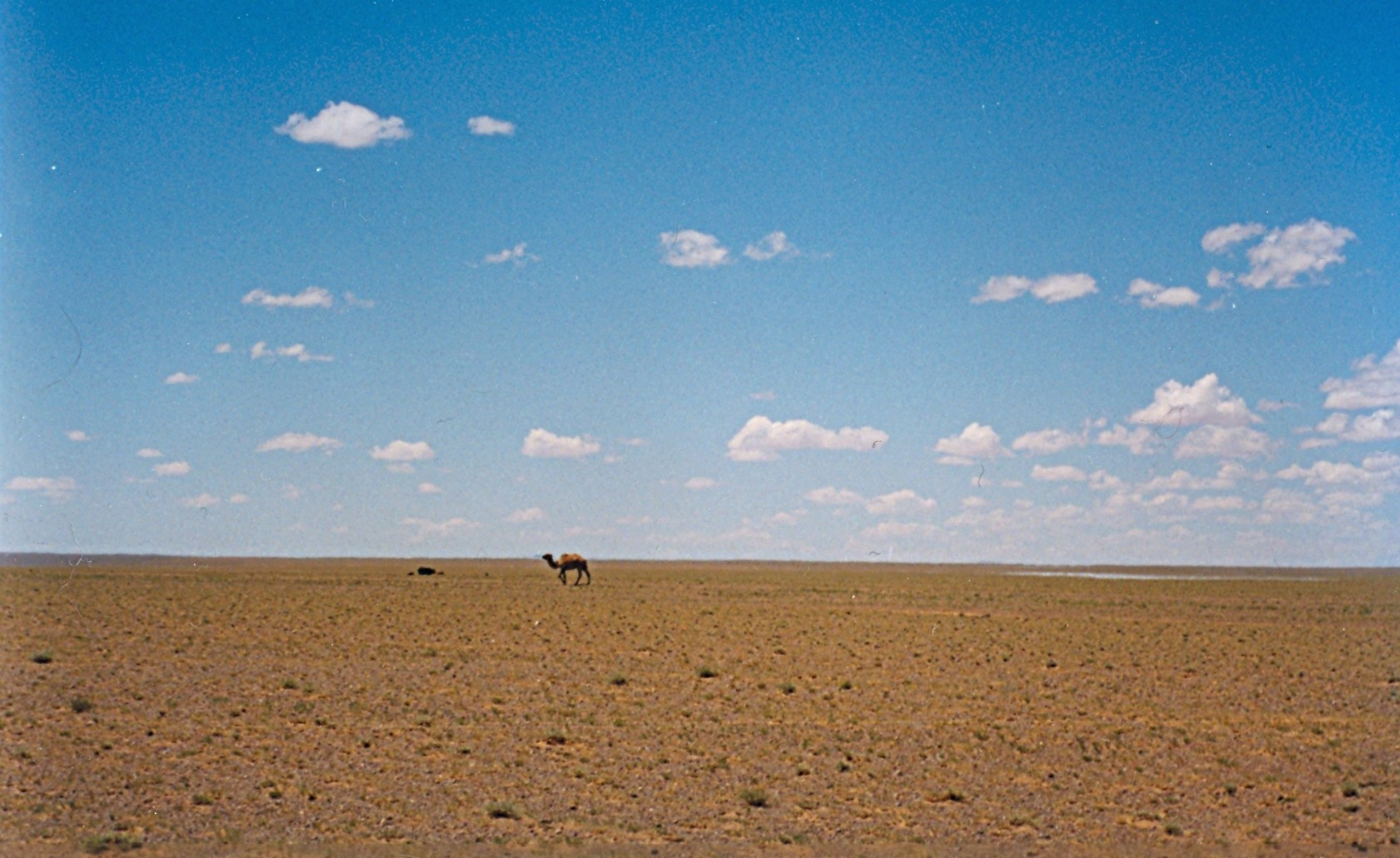
モンゴル・ウムヌゴビ県での風景

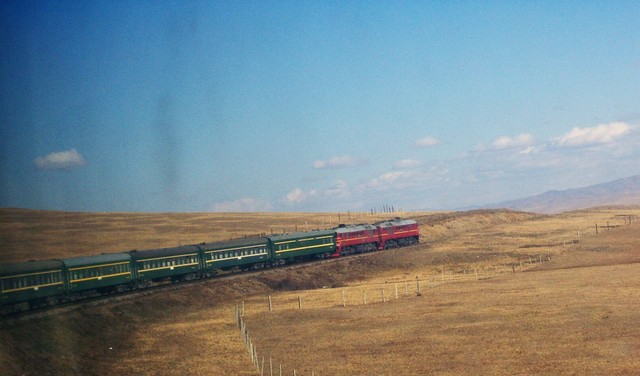
ゴビ砂漠を行くモンゴル縦貫鉄道

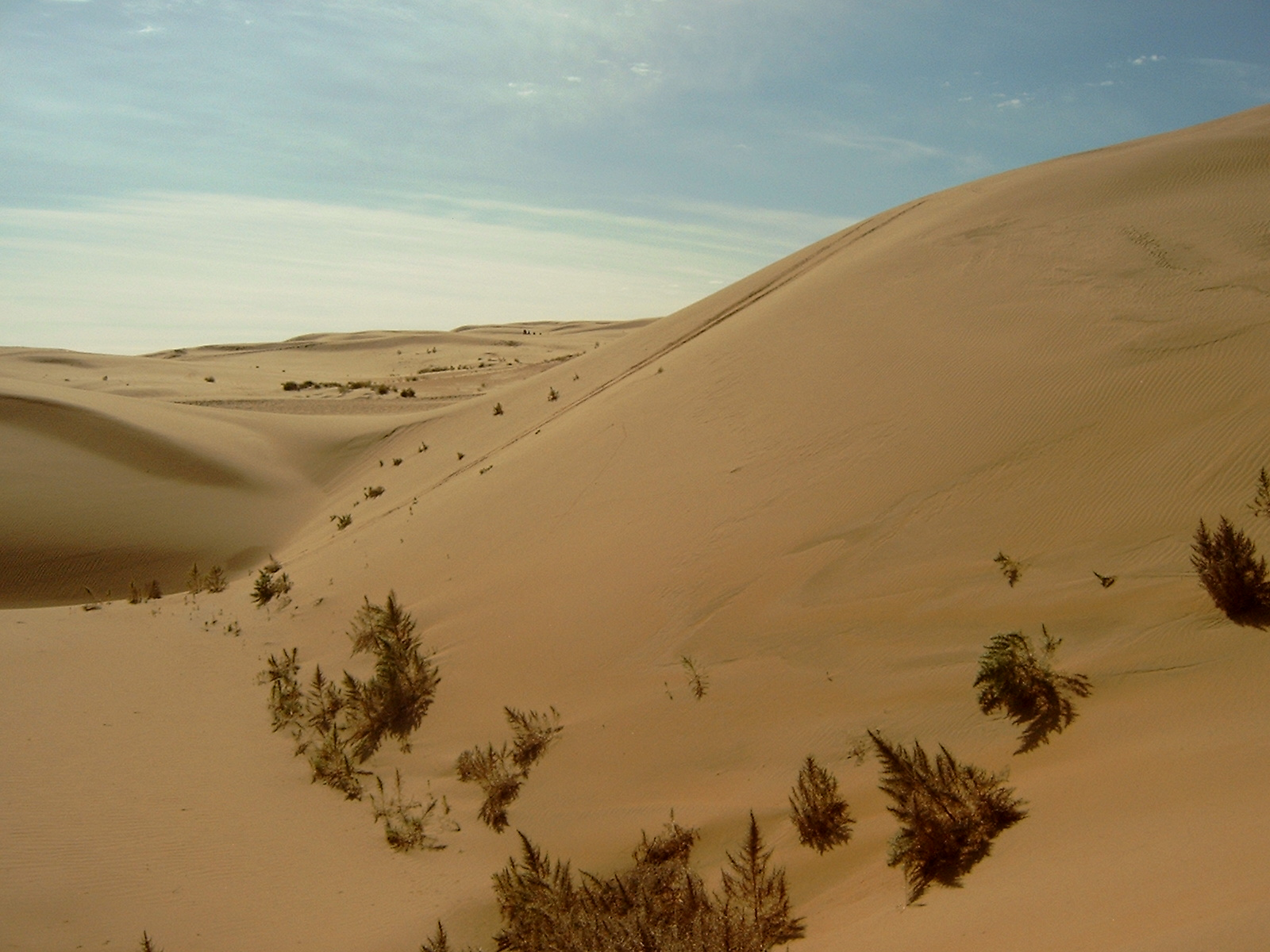
中国での風景

ゴビ砂漠（ゴビさばく、モンゴル文字表記：ᠭᠣᠪᠢ、モンゴル語: Говь, Govi、露: Гоби、中: 戈壁（Gēbì コービィ）、 英: Gobi）は、中国の内モンゴル自治区からモンゴルにかけて広がる砂漠。東西約1600km、南北約970km、総面積は約130万km2で、世界で5番目の大きさを誇る。

## 名称
ゴビ（モンゴル語: Говь, Govi）とはモンゴル語で「沙漠、乾燥した土地、礫が広がる草原」などを意味し、「ゴビ砂漠」は「乾燥砂漠」という重複表現だが、日本では「ゴビ砂漠」で定着している。
中国においては古くは秦朝の頃から"大漠"と史書に記されている。瀚海（かんかい）とも言い、瀚海沙漠、戈壁灘、戈壁（音読み：かへき）沙漠とも表記される。

## 気候
ゴビ砂漠は、雨雲がヒマラヤ山脈に遮られる為非常に乾いた風が吹き付ける。ゴビ砂漠は内陸にあるため大陸性気候であり、他の砂漠と比べ非常に高緯度（北緯43度付近、日本の札幌市に相当）であるにもかかわらず夏である5月〜9月までの間の最高気温は45度を超えることもある。しかし冬である12月〜3月の間は、砂漠の年中灼熱といったイメージとはかけ離れた寒風吹きすさむ厳冬の地である。特に1月末から2月にかけては最低気温がマイナス40度を割り込むことも少なくない。黄砂（こうさ）とは、この地などから巻き上げられ気流に乗り運ばれる砂の事であり、春先には日本にも多く飛来する。

## 生物相
砂漠の他に山地ステップの植生が見られ、ユキヒョウ、シベリアアイベックス、フタコブラクダ、ゴビヒグマ、アジアノロバ、アルガリ、コウジョウセンガゼル、フサエリショウノガン、オオハクチョウ、ハシナガサバクガラス、トカゲ、タタールスナボア、ホソユビヤモリなど多くの動物が生息している。1990年にモンゴル国内のゴビ砂漠の一部はユネスコの「大ゴビ生物圏保護区」に指定された。

## 歴史
古くから匈奴を始め、柔然、突厥、回鶻、モンゴル帝国などの活躍の場であり、シルクロードの重要な拠点都市が幾つか存在した。
現在は砂漠だが、中生代は植物の豊かな地域であり、大型恐竜が多く生息した。そのため、恐竜化石の世界的発掘地として知られている。卵を抱いたオビラプトルや、プロトケラトプスとヴェロキラプトルの闘争化石など珍しい化石も産出する。

## エネルギー施設
2021年、中国はゴビ砂漠に原子力発電所を設置する計画を発表。発電所の原子炉はトリウム溶融塩原子炉で、冷却装置が不要の次世代型とされている。
2010年ごろより太陽光発電及び風力発電の適地である事から設置が進められてきた。加速度的に設置容量は増してきており世界で2024年現在もっとも多くの再生可能エネルギーを生み出している地域となっている。